# Magasinet Kbh
 Der er for få eller ingen kildehenvisninger i denne artikel, hvilket er et problem. Du kan hjælpe ved at angive troværdige kilder til de påstande, som fremføres i artiklen.

Magasinet KBH er et digitalt magasin, der tidligere også udkom som trykt magasin.
Magasinet udkom første gang 1. juli 2005 og indeholder artikler om Danmarks hovedstad København med vægt på den bymæssige udvikling og arkitektur.
Magasinet tilbyder også 2-vejs kommunikation i form af f.eks. en visions-sektion, hvor læsere kan indsende visioner for København, og andre læsere kan stemme disse op- og ned.
Magasinet er blevet kaldt et "populærmagasin om byudvikling" og har vundet flere priser.
Adm. direktør er Anders Ojgaard.
Redaktør er Noe Habermann.

## Historie
Magasinet KBH blev grundlagt i 2005 af Anders Ojgaard og Kasper Foged Rasmussen. Begge havde tidligere været tilknyttet det mere faglige blad 'Hovedstaden', men det var Anders Ojgaards ønske at gøre byudvikling til et anliggende for byens beboere generelt.
1. juli 2005 udkom den første udgave af Magasinet KBH, og frem til oktober 2010 udkom i alt 57 trykte udgaver af Magasinet KBH i et oplag på 32.000.
Herefter overgik Magasinet KBH til at være en rent digital udgivelse. I 2015 modtog magasinet udviklingsstøtte fra Medienævnet til udvikling af en ny platform, som blev lanceret året efter.[kilde mangler]
Magasinets omsætning kommer primært fra støttemedlemskaber og sponsorater.[kilde mangler]

## Priser
- 2007: Hovedprisen som "Årets Magasin" under MagAwards '07.
- 2007: Udnævnt i Politiken til 'Årets Blad 2007'.
- 2008: Nomineret til 'Årets Arne'.
- 2009: Selected Magazine, 'We Love Magazine Library', Tokyo.
- 2010: Udstillet på 'Dias Nórdicos', Madrid.
- 2011: Nomineret til 'Årets Arne'.